# روبرتو تروتا
روبرتو تروتا (انگلیسی: Roberto Trotta؛ زادهٔ ۲۸ ژانویهٔ ۱۹۶۹) بازیکن فوتبال اهل آرژانتین است.
از باشگاه‌هایی که در آن بازی کرده‌است می‌توان به باشگاه فوتبال ریور پلاته، باشگاه فوتبال اسپورتینگ خیخون، باشگاه ورزشی بارسلونا، باشگاه فوتبال آ.اس. رم، باشگاه فوتبال استودیانتس، باشگاه فوتبال ولز سارسفیلد، و باشگاه فوتبال راسینگ کلوب آویاندا اشاره کرد.
وی همچنین در تیم ملی فوتبال آرژانتین بازی کرده‌است.